# Victor Thorn
Victor Thorn (ur. 31 stycznia 1844 w Esch-sur-Alzette, zm. 15 września 1930 w Luksemburgu) – luksemburski polityk. Jedenasty premier Luksemburga, sprawujący urząd od 24 lutego 1916 roku do 19 czerwca 1917 roku.